# 韋瑟福德 (德克薩斯州)
韋瑟福德（Weatherford）是美國得克薩斯州帕克郡的一個城市。據2010年美國人口普查，韋瑟福德有人口25,250人。韋瑟福德是帕克郡的郡治。